# The Gangster, the Cop, the Devil
The Gangster, the Cop, the Devil (Originaltitel: Aginjeon) ist ein Actionthriller des südkoreanischen Regisseurs Lee Won-tae aus dem Jahr 2019.

## Handlung
Der Film spielt im Jahr 2005 in der Stadt Cheonan. Es kommt zu einem Auffahrunfall. Plötzlich zieht der Unfallverursacher ein Messer und sticht auf den Fahrer des anderen Autos ein. Kommissar Jung Tae-seok soll ermitteln. Für Jung sieht es nach dem Verbrechen eines Serienmörders aus, da es bei zwei anderen Morden Opfer mit der gleichen Schnitttiefe gab. Seinen Kollegen scheint dies jedoch als an den Haaren herbeigezogen. Kurz darauf hat auch der Gangsterboss Jang Dong-su einen Auffahrunfall. Jang ist die Sache egal, und er sagt dem Unfallverursacher, er solle die Sache vergessen. Doch dieser sticht auf Jang ein. Jang kann sich verteidigen und dem Täter Verletzungen zufügen. Diesem bleibt nur noch die Flucht. Er rennt zu seinem Auto, überfährt Jang und flüchtet.
Jangs Bande vermutet den Bandenführer Hur Sang-do hinter dem Attentat, der offiziell mit Jangs Gruppe verbrüdert ist. Sie mischen ihn auf. Doch als Jang im Krankenhaus aufwacht, ruft er sie zurück. Die Person, die ihn angriff, sei kein typischer Gangster. Jung Tae-seok vermutet sofort den gleichen Täter und sucht Jang im Krankenhaus auf. Beide kennen sich, da Jung immer wieder Razzien in Jangs Spielhallen durchführt. Deshalb will Jang ihm nicht helfen, sondern den Täter selbst stellen, um ihn zu töten. Doch Jung gibt nicht nach. Die beiden einigen sich darauf, zusammenzuarbeiten. Wer ihn dann als erster schnappt, soll mit ihm machen können, was er wolle.

## Rezeption
The Gangster, the Cop, the Devil lief am 15. Mai 2019 in den südkoreanischen Kinos an und feierte seine internationale Premiere am 22. Mai 2019 auf den Internationalen Filmfestspielen von Cannes 2019, wo er außer Konkurrenz im Wettbewerb gezeigt wurde. In Südkorea erreichte der Film mehr als 3,36 Millionen Kinobesucher. Seine Deutschlandpremiere feierte er auf dem Fantasy Filmfest 2019; am 28. November 2019 ist er in Deutschland auf Blu-ray und DVD erschienen. Der Film erhielt überwiegend positive Kritiken und hält auf Rotten Tomatoes einen Aggregatwert von 95 %.
Deborah Young wertet The Gangster, the Cop, the Devil in ihrer Kritik für The Hollywood Reporter als einen guten Actionfilm mit humoristischer Seite aber auch mit Potential für Verbesserung für das angekündigte Remake. Jessica Kiang schreibt in der Variety, Korea habe in den vergangenen Jahren die Midnight Movies bei Filmfestivals so stark dominiert, dass es schwer falle, diesen Film nicht mit Train to Busan, The Age of Shadows oder The Wailing – Die Besessenen zu vergleichen. Dabei sei er zwar unterhaltsam, aber nicht originell genug, um als Klassiker in die koreanische Kinogeschichte einzugehen. Auch stehle Ma Dong-seok allen anderen die Show, was dem Werk nicht gut tue. Die Kameraführung, darin stimmen Young und Kiang überein, sei lupenrein, prachtvoll und professionell. Jason Bechervaise prophezeit dem Film in Screen Daily internationalen Erfolg als koreanischer Genrefilm, der in Cannes gelaufen sei. Kim Mu-yeol und Kim Sung-kyu lieferten in ihren Rollen erwähnenswerte Leistungen ab, doch Ma Dong-seok sei der klare Star des Films. Insgesamt setze der Film eine einfache Idee solide um. Für Cary Darling vom Houston Chronicle ist der Film ein überzeugendes Katz-und-Maus-Spiel, in dem alle drei Hauptdarsteller eine gute Leistung ablieferten. Der Film sei zudem Ma Dong-seok auf den Leib geschnitten.
Nach Haleigh Foutch von Collider wird Südkorea durch Regisseure wie Park Chan-wook, Kim Jee-woon und Bong Joon-ho grundsätzlich als Land der besten Thriller des 21. Jahrhunderts anerkannt. Damit stünde The Gangster, the Cop, the Devil in großer Konkurrenz. Der Film könne dabei zwar nicht in die obersten Ränge des südkoreanischen Thrillerkinos aufsteigen, sei aber dennoch draufgängerisch, fesselnd und spannend mit künstlerischer Bildsprache. Nach Beatrice Behn von Kino-Zeit „wäre (er) wohl nur gängige Genrekost, würde nicht die ungewöhnliche Liaison zwischen Gesetz und Unterwelt, die sonst die Filme dieser Art in zwei Welten teilt, eine komplett neue und geradezu absurd spannende Dynamik entfachen“.

## Auszeichnungen und Nominierungen
(Quelle: )
- 2019: Sitges Festival; Best Film in der Kategorie „Focus Asia Award“
- 2019: Neuchâtel International Fantastic Film Festival; nominiert in der Auswahl zum „Best Asian Film“
- 2019: Grand Bell Award; Nominierung von Kim Sung-kyu (in der Rolle des Lee Dae-hyun), Kategorie „Bester Nenbendarsteller“

Darüber hinaus war The Gangster, the Cop, the Devil (unter anderem) auf bei den folgenden Festivals Teil der offiziellen Auswahl:
- 2019: Internationale Filmfestspiele von Cannes
- 2019: Internationales Filmfestival von Stockholm
- 2019: Tokyo International Film Festival
- 2019: Den norske filmfestivalen (Norwegen)
- 2024: Hawaiʻi International Film Festival

## Remake
Sylvester Stallones Produktionsunternehmen Balboa Productions plante gemeinsam mit dem südkoreanischen Produzenten BA Entertainment eine Neuverfilmung des Films, in dem Ma Dong-seok erneut mitspielen sollte.